# کیک فوم
فوم کیک (به انگلیسی: Foam cake) به کیک‌هایی گفته می‌شود که نسبت تخم مرغ به آرد کیک زیاد باشد و حجم آنان از طریق زدن تخم مرغ کامل یا تنها سفیدهٔ تخم مرغ افزایش پیدا کند. در پخت این نوع کیک‌ها چربی یا استفاده نمی‌شود یا مقدار آن بسیار اندک است و دارای بافت اسفنجی هستند. این دسته از کیک‌ها از مقدار زیادی سفیدهٔ تخم مرغ کاملاً زده شده و سفت  تشکیل شده‌‌اند و  به همین علت سبک و پر هوا هستند.
کیک‌های فوم به سه دسته تقسیم می‌شوند:
1. کیک‌هایی که فاقد هرگونه چربی هستند، کیک فرشته، مرنگ، داکواز
2. کیک‌هایی که چربی آنها را فقط زرده تخم مرغ تشکیل می‌دهد، کیک اسفنجی، برخی از انواع بیسکویت
3. کیک‌هایی که به جز زرده تخم مرغ دارای چربی (روغن و کره و غیره) هستند، کیک جنوایی و کیک شیفون[۱]